# Herbord von der Marthen
Herbord von der Marthen (* um 1480 in Erfurt; † 1529 in Mainz) war ein deutscher katholischer Jurist und Humanist.

## Leben
Herbord von der Marthen  schrieb sich 1496 an der Universität Erfurt ein, erwarb 1500 das Bakkalaureat und 1504 den akademischen Grad eines magister artium. Danach widmet er sich einem juristischen Studium, erwirbt im Wintersemester 1507 das Bakkalaureat in beiderlei Rechten, im Sommer 1512 das juristische Lizentiat und im selben Jahr den Grad des Doktor juris des weltlichen und des kirchlichen Rechts. Durch den erworbenen akademischen Grad, erhielt er eine Professur an der Universität.
Er wurde Nachfolger des als Sympathisant der Sachsen 1514 hingerichteten Syndikus der Stadt Erfurt. Das Amt hatte er zwei Jahre inne. Herbord von der Marthen wurde im Wintersemester 1515 Rektor der Universität. In dieser Funktion wurde 1516 wegen Hochverrat verhaftet. Durch Eidbruch von Mandanten, für die er sich im Streit mit Sachsen eingesetzt hatte, konnte er 1517 nach Mainz fliehen. Er trat in die Dienste des Mainzer Erzbischofs Albrecht von Brandenburg und wurde kaiserlicher Rat bei Maximilian I. und Karl V.
Durch seine Verbindung zum Erfurter Humanistenkreis 1506 – 1516 um Mutianus Rufus und Eobanus Hessus ist er literarisch in Erscheinung getreten. Dabei lässt sich bei ihm eine hohe Bildung erkennen. Rufus sorgte auch dafür, dass er als Nachfolger von Georg Spalatin Lehrer der klassischen Sprachen im Zisterzienserkloster Georgenthal wurde. Gelegentlich wird er „das Muster eines Juristen der neuen Schule“ genannt, womit auf die humanistische Jurisprudenz angespielt wird, die von Frankreich aus erneuert wurde.